# Hendrik I van Engeland
Hendrik I van Engeland Beauclerc (Selby (York), ca. 1068 – Lyons-la-Forêt (Frankrijk), 1 december 1135) was koning van Engeland en hertog van Normandië. Zijn bijnaam had hij te danken aan de lange tijd aangehouden opvatting dat hij een voor die tijd uitzonderlijk goede opleiding had genoten en naast Normandisch Frans, ook Latijn en Engels las en sprak en enig onderwijs in de vrije kunsten zou hebben gehad. Het moderne onderzoek gaat er echter van uit dat hij weliswaar het Latijn enigszins machtig was en ook wel enige notie van de vrije kunsten had, maar dat zijn talenkennis niet zo enorm was als men vroeger aannam.

## Jeugd en erfenis
Hendrik werd vermoedelijk in 1068, ofwel tijdens de zomer of de laatste weken van dat jaar, in Engeland geboren, mogelijk in Selby. Hendrik was het jongste kind van Willem de Veroveraar en Mathilde van Vlaanderen, hij is vermoedelijk vernoemd naar Hendrik I van Frankrijk, een oom van Mathilde. Hij werd waarschijnlijk opgevoed door een clericus, mogelijk bisschop Osmund van Salisbury, de kanselier van Willem, al is het onduidelijk of dit erop wijst dat zijn ouders voor Hendrik een kerkelijke carrière voor ogen hadden. Op 24 mei 1086 werd hij door zijn vader tot ridder geslagen.
Willem raakte in 1087 dodelijk gewond door een ongeval tijdens een militaire campagne in de Vexin. Hendrik bezocht het sterfbed van zijn vader in Rouen. Willem gaf Normandië aan zijn oudste zoon, Robert Curthose, hoewel die op dat moment in opstand tegen zijn vader was, hij gaf Engeland aan zijn derde zoon Willem, Hendrik kreeg een geldbedrag van 5000 pond en de landerijen van zijn moeder in Buckinghamshire en Gloucestershire. Hun tweede zoon Richard was reeds in ca. 1075 overleden door een jachtongeluk.

## Graaf in Normandië
Robert, de oudste, was boos omdat Willem Engeland had gekregen. Willem had zich snel in Engeland laten kronen en nu wilde Robert een oorlog tegen hem beginnen. Hendrik was in Normandië en steunde Robert, maar misschien had hij geen andere keuze. Voor Willem was dat aanleiding om zijn landerijen in Buckinghamshire en Gloucestershire in beslag te nemen. Hendrik had nu geen land, alleen geld. Het volgende jaar werd het duidelijk dat de plannen van Robert op niets zouden uitlopen, vooral wegens geldgebrek. Robert vroeg Hendrik om hem geld te lenen maar die had liever land en uiteindelijk kocht hij de grafelijke rechten in de Cotentin en het gebied rond Avranches, voor een bedrag van drieduizend pond. De invloed van Hendrik nam hierdoor sterk toe want in dit gebied lagen belangrijke bezittingen van Hugo van Avranches, earl van Chester, Richard van Redvers, grootgrondbezitter in Dorset, en de belangrijke abdij van Mont Saint-Michel.
Hendrik maakte zich snel geliefd bij de Normandische edelen in het westen van het hertogdom. Robert probeerde kort daarna om de grafelijke rechten van Hendrik terug te kopen maar door de steun van zijn edelen kon Hendrik dit bod afslaan. In de zomer van 1088 bezocht Hendrik zijn broer Willem in Engeland, in een poging om de landerijen van zijn moeder terug te krijgen. Toen Hendrik na een paar maanden (zonder succes) terugkeerde naar Normandië, werd hij op beschuldiging van samenzwering tegen Robert gevangengenomen door Odo van Bayeux, en opgesloten in Neuilly-la-Forêt. Robert nam de graafschappen van Hendrik in beslag. Onder druk van Normandische edelen werd Hendrik in het voorjaar van 1089 vrijgelaten. Hendrik was geen graaf meer maar hij had nog wel veel invloed in het westen van Normandië.
Willem kreeg de opstandige edelen in Engeland steeds meer onder controle en begon zijn aandacht aan Normandië te wijden. Hij versterkte zijn banden met Normandische edelen en stookte de burgerij van Rouen op om in opstand te komen. In reactie sloot Robert een verdrag met Filips I van Frankrijk. Eind 1090 kwam een groep burgers onder leiding van Conan Pilatus in opstand. Robert deed een beroep op zijn edelen om de opstand te onderdrukken en Hendrik was de eerste belangrijke edelman die hem te hulp kwam. In Rouen ontstonden verwarde straatgevechten. Robert zocht een veilig onderkomen in het kasteel van de stad maar Hendrik wist de gevechten in zijn voordeel te beslissen. Conan werd gevangengenomen en bood een groot losgeld voor zijn vrijlating, maar Hendrik besloot om van hem een voorbeeld te maken en gooide hem van een van de torens van het kasteel. In plaats van hem te belonen, dwong Robert Hendrik om de stad te verlaten. De argumenten die hiervoor worden genoemd zijn dat Hendrik alom werd gezien als de man die de opstand had onderdrukt, wat Robert niet zou hebben kunnen verdragen, of dat Hendrik als beloning had gevraagd om zijn graafschap terug te krijgen.
In het voorjaar van 1091 kwam Willem met een leger naar Normandië. Robert en Willem begonnen onderhandelingen. Willem kreeg bezittingen in Normandië en in ruil daarvoor zou hij Robert helpen om Maine te verwerven. Robert en Willem benoemden elkaar tot erfgenaam en sloten Hendrik uit van erfopvolging. Door deze afspraken kwam het tot oorlog tussen Hendrik en zijn broers. Hendrik vormde een leger van huurlingen maar de edelen die hem steunden liepen snel over naar het kamp van Willem en Robert. Met zijn resterende strijdkrachten trok Hendrik zich in maart 1091 terug op Mont Saint-Michel. Uiteindelijk moest Hendrik ook dit eiland opgeven en trok hij via Bretagne naar Frankrijk. De samenwerking van Willem en Robert viel nu uiteen en ze begonnen elkaar weer te bestrijden.
De inwoners van Domfront (Orne) kwamen in 1092 in opstand tegen hun heer Robert II van Bellême. Ze vroegen aan Hendrik om hun heer te worden en hieraan voldeed  Hendrik heel graag. Hendrik begon vanuit Domfront zijn oude netwerk weer op te bouwen. In 1094 had hij zoveel aanhang verzameld dat hij beslissingen over leengoederen kon nemen alsof hij de hertog van Normandië was. Willem steunde Hendrik met geld, tegen Robert. Hendrik gebruikte de middelen onder andere om het kasteel van Domfront te vergroten en te versterken. Willem viel in 1094 Normandië binnen. Door de militaire aanwezigheid van Willem kon Hendrik het westen van Normandië vast in handen krijgen. Willem ging al snel terug naar Engeland en Hendrik werd een belangrijke hoveling van Willem.
Robert leende een groot bedrag van Willem om deel te kunnen nemen aan de Eerste Kruistocht. In ruil daarvoor kreeg Willem het bestuur over het oostelijk deel van Normandië, tijdens de afwezigheid van Robert. In 1097 en 1098 voerden Hendrik en Willem samen campagne in de  regio Vexin.

## Koning van Engeland
Op 2 augustus 1100 overleed Willem door een verdwaalde pijl (tot op heden voeding voor complottheorieën) tijdens een jachtpartij in New Forest waar Hendrik ook aan deelnam, al is men het er in het moderne historische onderzoek over het algemeen over eens dat een jachtongeval de meest waarschijnlijke doodsoorzaak is. Na een korte discussie in Winchester (Robert was nog afwezig vanwege de kruistocht) steunde een groot deel van de aanwezige edelen de claim van Hendrik op de troon. Hendrik bezette het kasteel van Winchester en maakte zich meester van de Engelse schatkist. Op 5 augustus 1100 werd hij in grote haast gekroond in Westminster Abbey door de bisschop van Londen, omdat aartsbisschop Anselmus van Canterbury door Willem was verbannen en de aartsbisschop van York niet op tijd in Londen kon zijn.
Hendrik beloofde de rechten van de Kerk en de edelen te eerbiedigen en de vrede in het koninkrijk te zullen handhaven (Charter of Liberties). Hendrik beloonde zijn oude aanhangers met nieuwe leengoederen en handhaafde de belangrijkste bestuurders van Willem, behalve de gehate Ranulf Flambard (bisschop van Durham) die wegens corruptie gevangen werd gezet in de Tower of London. Willem had in zijn conflict met de Kerk een aantal belangrijke posten open gelaten en Hendrik benoemde zijn kandidaten voor die posities. Hij vroeg Anselmus van Canterbury om terug te komen naar Engeland, en de benoemingen te bevestigen.

### Huwelijk
Op 11 november 1100 trouwde Hendrik met Edith, dochter van koning Malcolm III van Schotland. Zij was een nicht van Edgar Ætheling, die na de dood van Harold II van Engeland nog tot koning van Engeland was uitgeroepen maar niet meer werd gekroond, en een achterkleindochter van koning Edmund II van Engeland. Zij was dus een afstammeling van het oude Engelse koningshuis en dit huwelijk ondersteunde dus de rechten van Hendrik op de Engelse troon. Als gebaar naar de Normandische adel veranderde ze haar naam van Edith (een typisch Angelsaksische naam) in Mathilda (een Frankische naam).
Mathilda was opgevoed in kloosters en had vermoedelijk geloften afgelegd om een non te zullen worden. Nu deed ze een beroep op Anselmus van Canterbury om vrijgesteld te worden van deze beloften, om met Hendrik te kunnen trouwen. Anselmus stelde een commissie van geestelijken in om het probleem te onderzoeken. De conclusie was dat Mathilda feitelijk nog geen non was geworden, en dus vrij was om te trouwen. Mathilde bleek een energieke koningin te zijn die enkele malen als regent voor Hendrik optrad en deelnam aan besprekingen aan het hof. Na de geboorte van haar kinderen, Mathilde van Engeland (1102) en William Adelin (1103), bleef ze meestal in Winchester als Hendrik op reis was, en was ze betrokken bij het dagelijks bestuur van Engeland.
Hendrik had kinderen bij ten minste vijftien andere vrouwen en had vermoedelijk nog meer relaties. Een deel van die relaties zal voor zijn huwelijk zijn geweest (hij was al meer dan dertig jaar oud toen hij trouwde) maar een aanzienlijk deel van zijn relaties was ook tijdens zijn huwelijk.

### Conflict met Robert
Robert, teruggekomen van de kruistocht, voelde zich door Hendrik bestolen. Robert meende zelf recht te hebben op de Engelse troon. De trouw van de Engelse edelen aan Hendrik was nog allerminst vanzelfsprekend maar Robert bleek alweer niet in staat om een invasie te organiseren.
Dit veranderde toen Ranulf Flambard in februari 1101 uit de Tower ontsnapte en zich bij Robert voegde. Hij organiseerde voor Robert een invasie van Engeland. Hendrik nam de bezittingen van Ranulf in beslag en liet hem door Anselmus van Canterbury uit zijn bisschopsambt zetten. In april en juni 1101 liet Hendrik zijn edelen hun eed van trouw aan hem herhalen, en hij posteerde een leger en een vloot bij Pevensey. Veel edelen kwamen niet opdagen, hoewel een aantal zich nog bij Hendrik voegden na persoonlijke druk door Anselmus.
Robert verraste Hendrik door met een klein leger bij Portsmouth te landen. Robert liet de kans voorbij gaan om Winchester (met Hendriks schatkist) te bezetten, maar zijn leger werd wel versterkt door een groot aantal Engelse edelen. De legers van Robert en Hendrik ontmoetten elkaar bij Alton. Het lukte om een veldslag te voorkomen en de besprekingen leidden tot een verdrag waarbij werd afgesproken dat Hendrik koning van Engeland bleef, hij zijn bezittingen in Normandië zou opgeven (behalve Domfront) en Robert 2000 pond per jaar van Hendrik zou ontvangen. Verder benoemden ze elkaar tot erfgenaam voor het geval ze zonder kinderen zouden overlijden, beloofde Hendrik om Robert te helpen om Normandië te verdedigen, zou de ene broer geen strafmaatregelen nemen tegen edelen die de andere broer hadden gesteund, en werd Ranulf Flambard hersteld in zijn functies en kreeg hij zijn bezit terug. Robert bleef enkele maanden in Engeland als gast van Hendrik.
Ondanks het verdrag vervolgde Hendrik de belangrijkste medestanders van Robert, op grond van aanklachten waar het verdrag van Alton niet op van toepassing was. Willem II van Warenne werd verbannen maar kon zich in 1103 weer met Hendrik verzoenen. Robert van Bellême en zijn broers werden beschuldigd van een groot aantal misdrijven. Robert van Bellême nam de wapens op tegen Hendrik en veroverde Roberts kastelen in Arundel, Tickhill en Shrewsbury. Uiteindelijk werd Robert van Bellême opgesloten in het kasteel van Bridgnorth en had hij geen andere keuze dan ook in ballingschap te gaan.
In 1103 begon Hendrik zijn netwerk in Normandië weer te activeren. Hij liet meerdere van zijn buitenechtelijke dochters met Normandische edelen trouwen en gaf grote giften aan andere edelen. Ondertussen was zijn broer Robert gedwongen om te gaan samenwerken met Robert van Bellême. In 1104 trok Hendrik daarom naar Domfront en had daar besprekingen met een groot aantal edelen. Ook zocht hij zijn broer op en beschuldigde hem ervan met zijn vijanden samen te werken, wat een schending van het verdrag van Alton zou zijn. In 1105 stuurde Hendrik zijn vriend Robert Fitzhamon met een groep ridders de gebieden van zijn broer in. Toen Robert Fitzhamon gevangen werd genomen, bestempelde Hendrik dit als een oorlogsdaad en had hij een aanleiding om zijn broer aan te vallen, met als excuus dat hij orde en vrede moest herstellen.
Via diplomatie had Hendrik bereikt dat de belangrijke Noord-Franse edelen en de koning van Frankrijk zich afzijdig zouden houden. Hendrik bezette het westen van Normandië en trok naar Bayeux waar Robert Fitzhamon gevangen werd gehouden. De stad weigerde om Hendrik toe te laten en Hendrik belegerde de stad. Toen hij Bayeux had ingenomen werd de stad tot de grond toe afgebrand. Caen gaf zich daarom zonder tegenstand over en Hendrik kon daarna met beperkte verliezen Falaise bezetten. Daarna stagneerde Hendriks campagne. Hij begon onderhandelingen met Robert maar die leverden ook geen succes op, daarom ging Hendrik met kerst naar Engeland. In juli 1106 kwam Hendrik terug naar Normandië en belegerde het kasteel van Tinchebray. Hertog Robert en Robert van Bellême leidden in september een leger om het kasteel te ontzetten. Het leger van Robert viel dat van Hendrik aan. Toen de gevechten volop bezig waren, vielen Hendriks bondgenoten uit Maine en Bretagne het leger van Robert in de flanken aan. Na een uur was de veldslag beslist. Hertog Robert was gevangengenomen maar Robert van Bellême kon vluchten.
Robert gaf zijn aanhangers opdracht om het verzet tegen Hendrik te staken. Hendrik verzoende zich met Robert van Bellême die in ruil goederen opgaf die hij van Robert had gekregen. In Rouen zwoer Hendrik de wetten en gebruiken van Normandië te zullen handhaven. Robert bleef gevangen en zijn zoon Willem Clito werd door Hendrik onder de bescherming van Helias van Saint-Saëns geplaatst. Dit was opmerkelijk want Helias was een van de belangrijkste en machtigste van de aanhangers van Robert geweest. Hendrik kon Robert zijn formele positie als hertog niet afnemen. Hij vermeed gebruik van de titel "hertog" van Normandië en presenteerde een beeld van hemzelf als een waarnemer die de vrede in het hertogdom herstelde.

### Bestuur, hofhouding, relatie met de Kerk
Met het koningschap van Engeland had Hendrik ook aanspraken op gezag over Schotland en Wales van zijn broer geërfd. De verhoudingen met Schotland, waar zijn schoonvader regeerde, waren in de regel goed. Tijdens het bestuur van Hendrik werd de Engels-Normandische invloed in Schotland geleidelijk sterker. Wales was een lappendeken van inheemse en Engels-Normandische feodale eenheden, en enkele koninklijke kastelen. Hendrik vergrootte zijn invloed in Wales door voorzichtige diplomatie.
In Engeland zelf versterkte Hendrik zijn greep op de adel door consequent zijn aanhangers te belonen en tegenstanders te straffen, hoewel hij niet bijzonder streng was in zijn straffen. Gedurende zijn bestuur verloren belangrijke opstandige families, die hun standpunten niet wilden opgeven, alle belangrijke functies die ze hadden. Hendrik had een netwerk van spionnen zodat hij goed wist wat zijn edelen uitvoerden. Hendrik had een uitgebreid rondreizend hof met een administratie (onder de kanselier) en een schatkist (onder de kamerheer) terwijl de maarschalk voor de logistiek en de voorzieningen zorgde. Daarnaast had Hendrik een permanente koninklijke garde van een paar honderd man. De hofhouding was aan strenge regels onderworpen, zo was het verboden om de omgeving te plunderen (wat onder zijn voorganger een normale praktijk was). In zijn paleis in Woodstock had Hendrik een eigen dierentuin.
Hendrik gebruikte ministerialen om recht en financiën te hervormen. Het rechtssysteem werd gebaseerd op het Angelsaksische recht, regels van gewoonterecht werden gemoderniseerd en op schrift vastgelegd (codificatie) en Hendrik stelde een systeem van reizende rechters in. Er werd een systematische boekhouding ingevoerd voor de inkomsten en de uitgaven van de schatkist. Hendrik hervormde het muntstelsel en voerde strenge straffen in voor muntmeesters die knoeiden met het gehalte van edelmetalen in munten. Deze maatregelen werden apart van elkaar, zowel in Engeland als in Normandië ingevoerd.
Hendrik had de steun van de Kerk hard nodig, zowel om zijn positie in Engeland te versterken als in het conflict met Robert. Hij werkte nauw samen met aartsbisschop Anselmus van Canterbury (bijvoorbeeld met concilies voor de hervorming van de Kerk in 1102 een 1108) maar kreeg ook te maken met diens strikte standpunt inzake de investituurstrijd. Anselmus volgde het standpunt van paus Urbanus II dat geestelijken niet onder het gezag van de vorst konden staan. Dit had er al toe geleid dat Anselmus door Hendriks broer Willem was verbannen. Hendrik had hem terug laten komen omdat hij de steun van de Kerk nodig had. Hendrik en Anselmus probeerden de kwestie door onderhandelingen op te lossen maar uiteindelijk koos Anselmus ervoor om weer in ballingschap te gaan, en Hendrik legde beslag op zijn inkomsten. In 1105 werd eindelijk een oplossing gevonden waarbij bisschoppen de vorst alleen zouden erkennen als leenheer voor hun wereldlijke goederen. In zijn eerste periode als koning benoemde Hendrik vooral vertrouwde hovelingen als bisschop. Vanaf ongeveer 1125 benoemde hij vooral geestelijken die de hervorming van de Kerk steunden.
In 1119 kwam Hendrik in conflict met zijn vriend Thurstan van Bayeux, de aartsbisschop van York. De aartsbisschop van Canterbury vond (net als Hendrik) dat zijn collega van York hem gehoorzaamheid moest zweren maar Thurstan weigerde dat. In 1119 was zijn benoeming hierdoor al vijf jaar opgehouden. In dat jaar bezocht Thurstan de paus en werd door hem gewijd. Hendrik voelde zich bedrogen en verbande Thurstan tot de kwestie in 1120 werd opgelost.
Hendrik was aanvankelijk niet erg religieus maar zou zich na de dood van zijn zoon William Adelin (1120) en de huwelijkscrisis van zijn dochter Mathilde van Engeland (1129) meer voor het geloof zijn gaan interesseren. Hendrik steunde de orde van Cluny, hij schonk een groot bedrag aan de abdij van Cluny en gaf grote schenkingen voor de stichting van de abdij van Reading. Daarnaast zorgde Hendrik voor het organiseren van reguliere kanunniken volgens de Regel van Augustinus, stichtte hij leprahospitalen en trof hij voorzieningen voor nonnenkloosters, en voor de grijze monniken van Savigny-le-Vieux en Thiron-Gardais. Hendrik verzamelde relieken en stuurde in 1118 een gezantschap naar Constantinopel om relieken te verzamelen. Een aantal relieken gaf hij aan de abdij van Reading.

## Onbetwiste vorst
Door de dood van zijn broers Richard en Willem en door de nederlaag van zijn broer Robert, was Hendrik de onbetwiste koning van Engeland en hertog van Normandië geworden.

### Conflicten
In 1108 werd Lodewijk VI koning van Frankrijk en hij had de ambitie om het gezag van de Franse kroon te versterken. Lodewijk eiste dat Hendrik hem als leenheer zou erkennen voor Normandië en dat hij twee betwiste kastelen zou opgeven. Toen Hendrik weigerde dreigde Lodewijk met oorlog. Onderhandelingen konden een oorlog voorkomen, zonder dat Hendrik concessies deed.
Ten zuiden van Normandië erfde Fulco V van Anjou het graafschap van Anjou en door zijn huwelijk werd hij ook graaf van Maine. Hendrik vond dat Maine een leengoed van Normandië was maar Fulco huldigde Lodewijk als zijn leenheer voor Maine. Er ontstond zo een bondgenootschap tegen Hendrik waar Robrecht II van Vlaanderen zich ook bij aansloot.
Hendrik reageerde door zijn dochter Mathilda te laten trouwen met keizer Hendrik V. Hij gaf Mathilda een bruidsschat mee van 6.666 ponden, waar een extra belasting voor moest worden geheven. Bovendien verloofde Hendrik zijn zoon Willem Adelin met een dochter van Fulco, en liet hij een van zijn onechte dochters trouwen met hertog Conan III van Bretagne. Net als in Engeland begon hij edelen die hij niet vertrouwde, uit hun positie te verwijderen. Hun bezittingen gebruikte hij om nieuwe medestanders te verwerven. In 1110 probeerde Hendrik om zijn neef Willem Clito te arresteren maar die werd door zijn voogd in Vlaanderen in veiligheid gebracht. Robert van Bellême koos de kant van Lodewijk van Frankrijk maar toen die hem als ambassadeur naar Hendrik stuurde, werd Robert prompt gevangengenomen.
Toen er in 1111 een opstand uitbrak tegen de koning van Frankrijk kon Hendrik de druk op Lodewijk verder opvoeren door zijn neef Theobald IV van Blois, zoon van zijn zus Adela van Engeland, te steunen, die een van de belangrijkste opstandelingen was. Lodewijk was in 1113 gedwongen om opnieuw vredesbesprekingen met Hendrik te voeren. Lodewijk erkende dat Maine, Bretagne en Bellême leengoederen waren van Normandië en hij erkende het gezag van Hendrik over de twee omstreden kastelen. Hendrik begon zich rond deze tijd "hertog van Normandië" te noemen.
Hendrik had in 1108 een campagne geleid in het zuiden van Wales en in Pembrokeshire had hij een groep Vlamingen gevestigd om de wildernis te ontginnen. Maar de Welshe prinsen Owain ap Cadwgan en Gruffudd ap Cynan begonnen zich geleidelijk onafhankelijker op te stellen en ze bedreigden de Engels-Normandische edelen in Wales en de earl van Chester. Daarom viel Hendrik met drie legers Wales binnen, het noordelijke leger werd geleid door Alexander I van Schotland, het zuidelijke leger door Gilbert (Fitz Richard) de Clare, terwijl Hendrik zelf het middelste leger aanvoerde. Al snel vroegen Owain en Gruffudd om onderhandelingen. Hendrik versterkte de Engelse positie in Wales door nieuwe Engels-Normandische edelen te benoemen als heer van Welshe grensgebieden. Zo werd Gilbert Fitz Richard graaf van Ceredigion.
Om de opvolging van zijn zoon William Adelin zeker te stellen, zocht Hendrik in 1115 weer toenadering tot Lodewijk. Hij bood aan om Lodewijk als zijn leenheer voor Normandië te huldigen en hem een groot bedrag te betalen, als Lodewijk Willem zou erkennen als erfgenaam van Normandië. Op het laatste moment trok Lodewijk zich terug uit de onderhandelingen en verklaarde hij de neef van Hendrik, Willem Clito, de zoon van Hendriks oudste broer Robert, als wettige erfgenaam van Normandië te zien.
Hendrik gaf nu weer militaire steun aan Theobald en in 1116 was er een open oorlog tussen Hendrik en Lodewijk. Eerst vonden er over en weer enkele plunderingen plaats maar toen vielen Franse troepen, met hulp uit Vlaanderen en Anjou, Normandië binnen. Bovendien kwam een deel van de Normandische adel in opstand, onder leiding van Amalrik III van Montfort. Hendriks vrouw Mathilda overleed in 1118 maar de situatie in Normandië was zo ernstig dat Hendrik haar begrafenis niet kon bijwonen. De positie van Hendrik werd zo benard dat zelfs zijn onechte dochter Juliana en haar man Eustatius van Breteuil naar de tegenpartij wilden overlopen. Hendrik veroverde Breteuil, waarbij Juliana nog probeerde om haar vader met een kruisboog neer te schieten, en ontnam het paar al hun bezittingen.
In 1119 stemde Fulco eindelijk toe in het huwelijk van Willem, de zoon van Hendrik, met zijn dochter, Mathilde van Anjou, maar Hendrik moest daar wel een groot bedrag voor neertellen. Fulco vertrok daarna naar het Heilige Land. Hendrik rekende met Lodewijk af in een veldslag bij Brémule. Daarna verzoende Hendrik zich met Amalrik van Montfort maar een poging om paus Calixtus II het conflict met Lodewijk te laten oplossen mislukte, want de paus wilde zich er niet mee bemoeien. Uiteindelijk onderhandelden Lodewijk en Hendrik in 1120 zelf een vrede. Hendriks zoon Willem huldigde Lodewijk als zijn leenheer voor Normandië en Lodewijk erkende Willem als de erfgenaam van Normandië.

### Erfeniskwestie
Eind november 1120 reisde Hendrik met zijn hofhouding naar Engeland. Hendriks zoon Willem Adelin reisde op het White Ship met een gezelschap jonge edelen. Dit schip liep op 25 november 1120 op de rotsen en zonk en Willem overleed met de rest van de opvarenden. Hierdoor had Hendrik geen wettige zoon meer om hem op te volgen. Hendrik hertrouwde snel (januari 1121) met Adelheid van Leuven.
De ramp had ook andere politieke gevolgen: Hendriks verbond met Anjou werd nu niet meer door een familieband bijeen gehouden. Hendrik weigerde de weduwe haar bruidsschat terug te geven en Fulco trouwde een van zijn dochters met Hendriks neef Willem. Hendrik betaalde paus Calixtus een groot bedrag om dit huwelijk ongeldig te laten verklaren. Fulco stookte de Normandische edelen op om weer in opstand te komen. Omdat de earl van Chester ook was verdronken, kwam de Welshe prins Maredudd ap Bleddyn in opstand. Hendrik moest daarom in de zomer van 1121 op campagne in Wales. Hoewel hij door een pijl werd getroffen kon hij de opstand onderdrukken.
In 1123 onderdrukte Hendrik de opstand in Normandië. 
Omdat hij nog geen kinderen uit zijn tweede huwelijk had, begon hij andere erfgenamen te overwegen. De belangrijkste kandidaten waren zijn buitenechtelijke zoon Robert, zijn neef Willem Clito (die de steun had van Lodewijk van Frankrijk) en zijn neven Theobald en Stefanus van Blois, zonen van zijn zus Adela van Engeland . Hendrik arrangeerde een goed huwelijk voor Stefanus met Mathilde van Boulogne (1151), de rijkste erfdochter van Engeland. Maar omdat zijn dochter Mathilde in 1125 weduwe werd na de dood van Duitse keizer Hendrik V, kwam zij ook in aanmerking. In 1126 verklaarde Hendrik dat zij zijn erfgename zou worden, als hij zonder wettige zonen zou overlijden. Hij liet zijn edelen in de komende jaren tot drie keer een eed afleggen dat zij Mathilda als erfgename zouden steunen.

### Versterken positie
In 1127 overleed de graaf van Vlaanderen, Karel de Goede, zonder erfgenaam en Lodewijk  VI, koning van Frankrijk, benoemde Hendriks neef Willem Clito tot graaf van Vlaanderen. Hendrik steunde zijn tegenstanders en financierde hun opstand. Lodewijk gaf dan weer hulp aan Willem en om dat dwars te zitten viel Hendrik zelf Lodewijk aan. Willem overleed onverwacht in juli 1128 en de vijandelijkheden werden snel gestaakt. Hendrik en Lodewijk konden zelfs formeel vrede sluiten.
Hendrik herstelde de band met Anjou door zijn dochter Mathilda te laten trouwen met Godfried V van Anjou, de oudste zoon van Fulco. Kort na zijn huwelijk werd Godfried zestien jaar oud (hij was meer dan tien jaar jonger dan Mathilda) en droeg zijn vader, Fulco, het bestuur aan hem over. Fulco trouwde met Melisende van Jeruzalem en werd daardoor koning van Jeruzalem. Hij vertrok definitief naar het Heilige Land. Godfried en Mathilde hadden een slecht huwelijk en leefden al snel gescheiden van elkaar. Hendrik moest zijn dochter in 1131 dwingen om zich met haar man te verzoenen, en snel daarna werden twee zonen geboren.

### Overlijden
Mathilde wilde dat Hendrik de Normandische edelen ook trouw aan haar zou laten zweren maar Hendrik weigerde dat. Godfried en Mathilde steunden toen de volgende Normandische opstand (1135), onder Willem I van Ponthieu (zoon van Robert van Bellême). Hendrik kwam weer naar Normandië om de opstandelingen te onderdrukken en besloot daarna om te gaan jagen in Lyons-la-Forêt. Volgens kroniekschrijver Hendrik van Huntingdon is hij daar overleden omdat hij tegen advies van zijn arts een grote hoeveelheid lamprei heeft gegeten. Hij stierf na een ziekbed van enkele dagen. Zijn lichaam werd gebalsemd en begraven in de abdij van Reading.
Hoewel Mathilde formeel zijn erfgename was, verliep de opvolging rampzalig. Op het nieuws van Hendriks dood trok zij naar Normandië maar nam daar rust toen bleek dat ze zwanger was. De Normandische adel gaf de voorkeur aan Theobald IV van Blois als hertog. Maar zijn broer Stefanus van Blois stak snel over naar Engeland en trok naar Winchester. Hij maakte zich meester van de Engelse schatkist en liet zich met hulp van zijn broer Hendrik van Blois, bisschop van Winchester, tot koning van Engeland kronen. Dit zou uitlopen op een langdurige en bittere burgeroorlog in Engeland tussen Stefanus en Mathilda. Dat conflict zou pas worden opgelost toen Mathilda's zoon Hendrik vrede sloot met Stefanus, en hem uiteindelijk opvolgde als koning.

## Huwelijken en kinderen
In zijn eerste huwelijk was Hendrik getrouwd met Mathilde van Schotland (Westminster Abbey, 11 november 1100). Ze kregen de volgende kinderen:
- Mathilde van Engeland keizerin van Duitsland, erfgename na overlijden van haar broer en daardoor lange tijd in een burgeroorlog in Engeland verwikkeld;
- William Adelin erfgenaam van Hendrik maar overleden voor zijn vader.

Na het overlijden van William Adelin hertrouwde Hendrik met Adelheid van Leuven (kapel van Windsor Castle, 29 januari of 2 februari 1121) in de hoop op nieuwe zoons, maar dit huwelijk bleef kinderloos.
Hendrik had vele onwettige kinderen van wie hij er 20 tot 25 erkende. Bekend zijn:
- bij een onbekende vrouw uit Caen:
  - Robert van Gloucester (graaf);
- bij Edith, zij bezat land in Devon:
  - Mathilde FitzEdith (overleden 25 november 1120) overleden aan boord van het White Ship, gehuwd met Rotrud III van Perche. Zij hadden twee dochters waarvan een trouwde met Eli II van Maine;
- bij Ansfrida, zij was weduwe van de ridder Anskill. Hij was een ridder op de goederen van de abdij van Abingdon (Engeland) en overleed in gevangenschap van koning Willem, Hendriks broer:
  - Richard van Lincoln (ca. 1100 - 25 november 1120), nam in 1119 deel aan de campagne van Hendrik in Normandië, hij werd korte tijd gevangengenomen door Lodewijk van Frankrijk, pleitte voor genade voor zijn zus en overleed aan boord van het White Ship. Verloofd met Amice van Gaël;
  - Juliana (ca. 1085 - na 1136), gehuwd (1103) met Eustatius van Pacy (- 1136), heer van Breteuil. Na zijn overlijden werd ze non in Fontrevauld. Ze kregen een zoon Willem (ovl. 1153, zonder erfgenamen) en twee dochters. Eustatius gaf de twee meisjes als gijzelaar aan Ralph Harenc, in ruil voor diens zoon. Toen Eustatius de zoon van Ralph de ogen uitstak, kreeg Ralph van Hendrik toestemming om de meisjes blind te maken en hun neus af te snijden;
  - Fulco, jong overleden of geestelijke geworden;
- bij Sybilla Corbet, na haar relatie met Hendrik trouwde ze met Herbert FitzHerbert:
  - Sybilla van Normandië, gehuwd met Alexander I van Schotland;
  - Willem, hoveling in Schotland;
  - Reginald van Dunstanville;
  - mogelijk Rohese (overleden 1176), gehuwd met Henri de la Pomerai, tweede constable van Hendriks hofhouding. Ze kregen twee zoons die allebei een militaire loopbaan volgden;
- bij Edith:
  - Robert, grootgrondbezitter in Devon, steunde Mathilda tegen Stefanus van Blois. In zijn tweede huwelijk getrouwd met de weduwe Mathilde van Avranches. Hun dochter Mathilde trouwde met Willem, zoon van Reinout van Courtenay;
- bij minstens vijf onbekende vrouwen:
  - onbekende dochter, getrouwd met Helie van Saint Saëns, de voogd van Willem, neef van Hendrik.
  - Mathilde getrouwd met Conan III van Bretagne;
  - Adelheid/Aline (overleden voor 1141), gehuwd met Mathieu van Montmorency, Connétable van Frankrijk, ze kregen vijf kinderen;
  - Constance (overleden na 1173) gehuwd met burggraaf Roscelin van Beaumont, ze kregen vier kinderen, hun zoon Rudolf werd bisschop van Angers;
  - Mathilde, abdis van Montivilliers;
  - Gilbert;
  - Willem, overleed kort na Hendrik;
- bij Nest, vrouw van Gerald FitzWalter, dochter van prins Rhys ap Tewdwr:
  - Hendrik, 1157 gesneuveld in Anglesey onder Hendrik II van Engeland;
- bij een onbekende vrouw:
  - onbekende dochter, gehuwd met Willem III van Goët, heer van Montmirail en Château-du-Loir
- bij Isabella van Beaumont, dochter van Robert I van Meulan, gehuwd met Gilbert de Clare:
  - Isabella

## Voorouders
| Voorouders van Hendrik I van Engeland | Voorouders van Hendrik I van Engeland                                        | Voorouders van Hendrik I van Engeland                                        | Voorouders van Hendrik I van Engeland                                        | Voorouders van Hendrik I van Engeland                                        | Voorouders van Hendrik I van Engeland                                          | Voorouders van Hendrik I van Engeland                                          | Voorouders van Hendrik I van Engeland                                          | Voorouders van Hendrik I van Engeland                                          |
| ------------------------------------- | ---------------------------------------------------------------------------- | ---------------------------------------------------------------------------- | ---------------------------------------------------------------------------- | ---------------------------------------------------------------------------- | ------------------------------------------------------------------------------ | ------------------------------------------------------------------------------ | ------------------------------------------------------------------------------ | ------------------------------------------------------------------------------ |
| Overgrootouders                       | Richard II van Normandië (963–1026) ∞ 1000 Judith van Bretagne (982-1017)    | Richard II van Normandië (963–1026) ∞ 1000 Judith van Bretagne (982-1017)    | ? (-) ∞ ? (–)                                                                | ? (-) ∞ ? (–)                                                                | Boudewijn IV van Vlaanderen (980–1035) ∞ 1012 Otgiva van Luxemburg (986-1030)  | Boudewijn IV van Vlaanderen (980–1035) ∞ 1012 Otgiva van Luxemburg (986-1030)  | Robert II van Frankrijk (972-1031) ∞ Constance van Arles (986–1034)            | Robert II van Frankrijk (972-1031) ∞ Constance van Arles (986–1034)            |
| Grootouders                           | Robert de Duivel (1000/1010-1035) ∞ Herleva (1015-1050)                      | Robert de Duivel (1000/1010-1035) ∞ Herleva (1015-1050)                      | Robert de Duivel (1000/1010-1035) ∞ Herleva (1015-1050)                      | Robert de Duivel (1000/1010-1035) ∞ Herleva (1015-1050)                      | Boudewijn V van Vlaanderen (1013-1067) ∞ 1028 Adela van Mesen (1009/1014-1079) | Boudewijn V van Vlaanderen (1013-1067) ∞ 1028 Adela van Mesen (1009/1014-1079) | Boudewijn V van Vlaanderen (1013-1067) ∞ 1028 Adela van Mesen (1009/1014-1079) | Boudewijn V van Vlaanderen (1013-1067) ∞ 1028 Adela van Mesen (1009/1014-1079) |
| Ouders                                | Willem de Veroveraar (±1028–1087) ∞ 1051 Mathilde van Vlaanderen (1031-1083) | Willem de Veroveraar (±1028–1087) ∞ 1051 Mathilde van Vlaanderen (1031-1083) | Willem de Veroveraar (±1028–1087) ∞ 1051 Mathilde van Vlaanderen (1031-1083) | Willem de Veroveraar (±1028–1087) ∞ 1051 Mathilde van Vlaanderen (1031-1083) | Willem de Veroveraar (±1028–1087) ∞ 1051 Mathilde van Vlaanderen (1031-1083)   | Willem de Veroveraar (±1028–1087) ∞ 1051 Mathilde van Vlaanderen (1031-1083)   | Willem de Veroveraar (±1028–1087) ∞ 1051 Mathilde van Vlaanderen (1031-1083)   | Willem de Veroveraar (±1028–1087) ∞ 1051 Mathilde van Vlaanderen (1031-1083)   |
| Hendrik I van Engeland (1068-1135)    |                                                                              |                                                                              |                                                                              |                                                                              |                                                                                |                                                                                |                                                                                |                                                                                |